# Ouroborus cataphractus
Genre
Espèce
Statut de conservation UICN

 LC  : Préoccupation mineure
Synonymes
- Cordylus cataphractus Boie, 1828
- Cordylus nebulosus Smith, 1838

Statut CITES
Ouroborus cataphractus, anciennement Cordylus cataphractus. Unique représentant du genre Ouroborus, est une espèce de sauriens de la famille des Cordylidae. En français, elle est appelée Zonure, Cordyle cataphracte ou Lézard d'armadille.

## Description

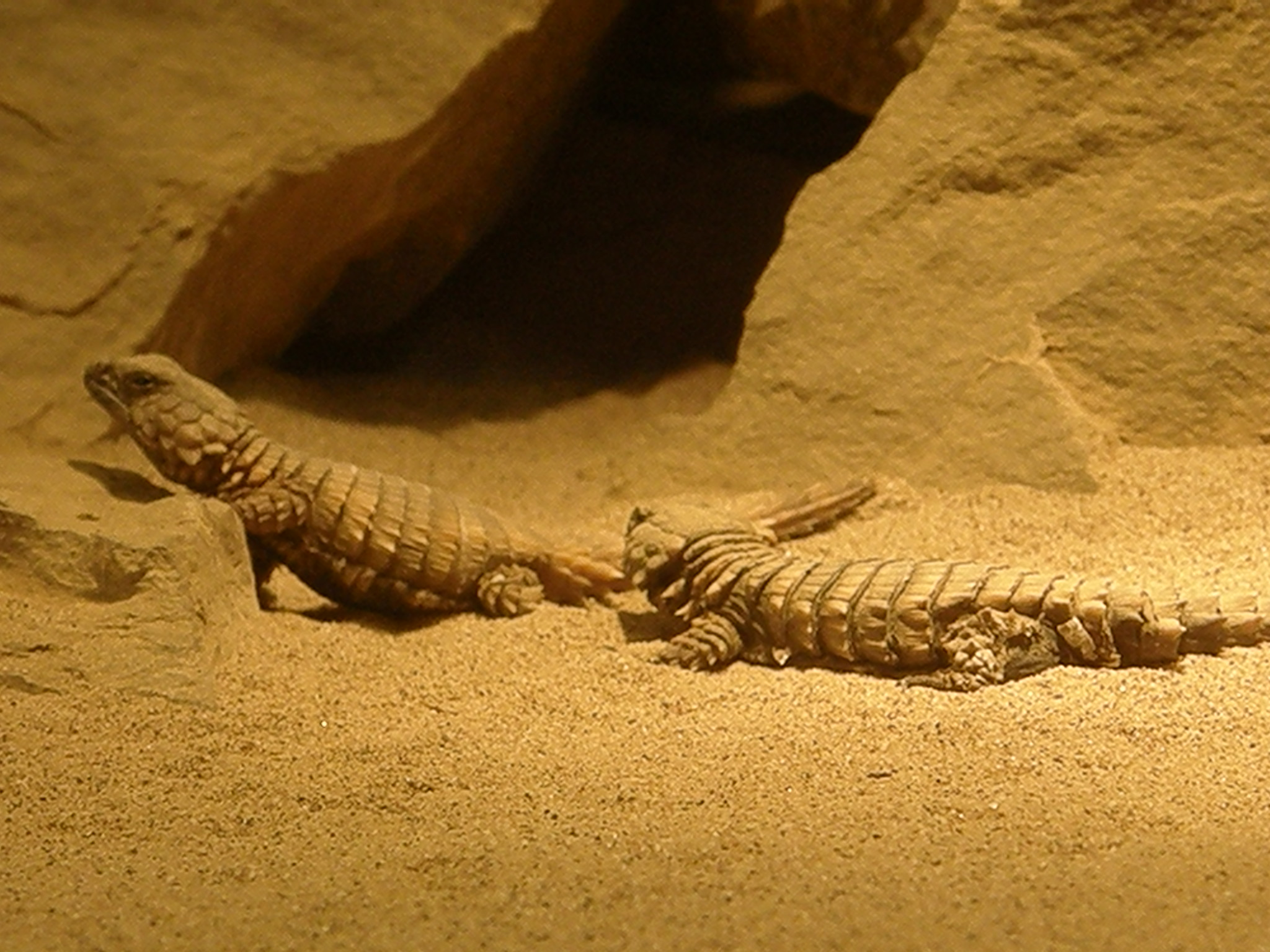
Deux Ouroborus cataphractus

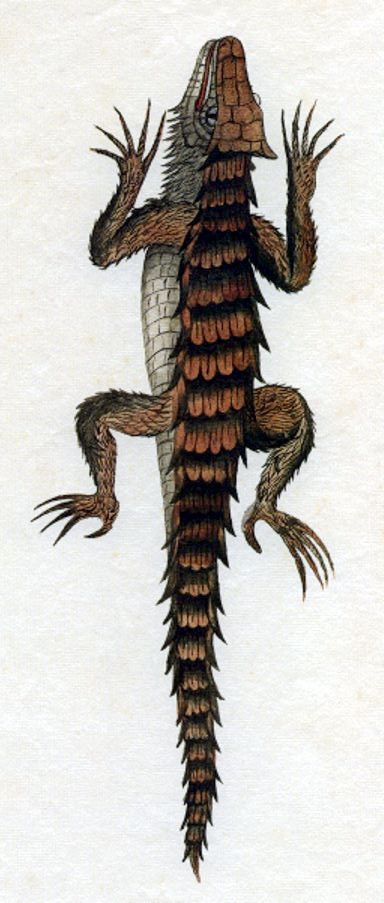
Ouroborus cataphractus

Ce lézard mesure jusqu'à 20 cm au total. La longueur museau-cloaque est comprise entre 7,5 et 9 cm.
Il possède de larges écailles sur tout le dessus du corps, disposées par rangées latérales, et, derrière la tête, il a fréquemment des protubérances épineuses.

## Écologie et comportement

### Reproduction
C'est une espèce ovovivipare qui se reproduit à partir de 3 ans et a un ou deux petits par année. L'incubation dure de 6 à 7 mois.

### Alimentation
Il se nourrit de gros insectes.

### Éthologie
En cas de danger, le cordyle cataphracte se roule en boule, comme un tatou (ce à quoi il doit son nom espagnol "lagarto armadillo", lézard tatou) ou un hérisson ; à la différence près qu'il saisit sa queue dans sa gueule à l'instar de l'ouroboros. Ainsi, son ventre est protégé par une armure d'écailles et de piquants, et cela suffit généralement à dissuader les éventuels prédateurs de se saisir de l'animal. Il peut aussi se défendre grâce à sa queue épineuse.

## Répartition
Cette espèce est endémique d'Afrique du Sud. Elle se rencontre dans l'ouest des provinces du Cap-Occidental et du Cap-du-Nord. On dans le biome[style à revoir] nommé Karoo succulent[Quoi ?] appartenant au type de biome des déserts et brousses xériques.

## Le Cordyle et l'Homme

### En captivité
Cette espèce est rarement rencontrée chez les herpétophiles.

### Médias
La zonure a inspiré le dragon d'Harold, dans le film Dragons réalisé par DreamWorks Animation[réf. nécessaire].

## Publications originales
- Boie, 1828 : Über eine noch nicht beschriebene Art von Cordylus Gronov. Cordylus cataphractus Boie. Nova Acta Academiae Caesareae Leopoldino-Carolinae, (Halle), vol. 14, no 1, p. 139-142.
- Stanley, Bauer, Jackman, Branch & Le Fras Nortier Mouton, 2011 : Between a rock and a hard polytomy: Rapid radiation in the rupicolous girdled lizards (Squamata: Cordylidae). Molecular Phylogenetics and Evolution, vol. 58, no 1, p. 53–70 (texte intégral).